# Carollia castanea
Carollia castanea là một loài động vật có vú trong họ Dơi mũi lá, bộ Dơi. Loài này được H. Allen mô tả năm 1890.

## Hình ảnh

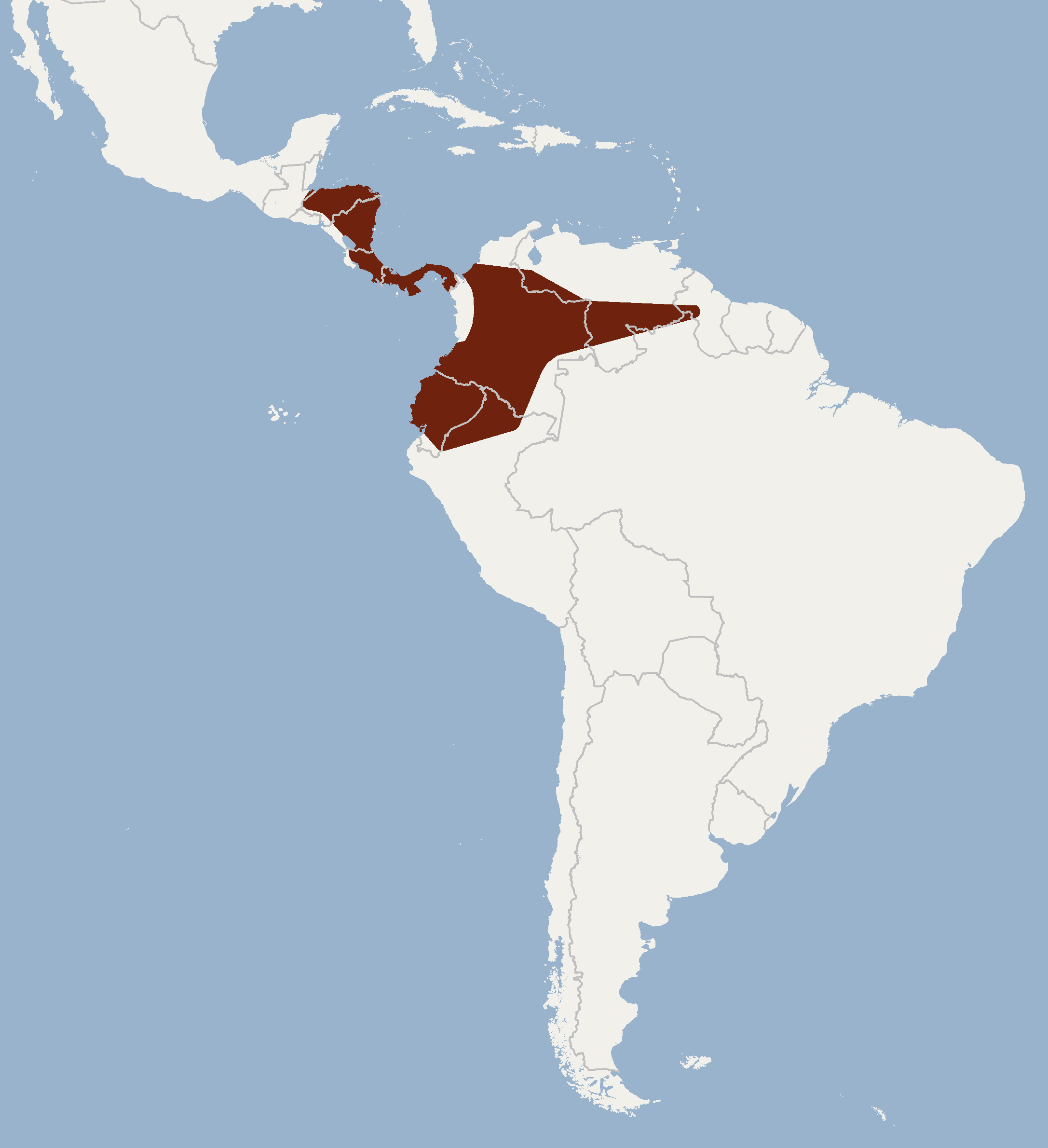